# 노미촌 (아이치현 히가시카모군)
노미촌(野見村)은 아이치현 히가시카모군에 설치되었던 촌이다. 현재의 도요타시에 해당한다.